# Matthaeus Deisch

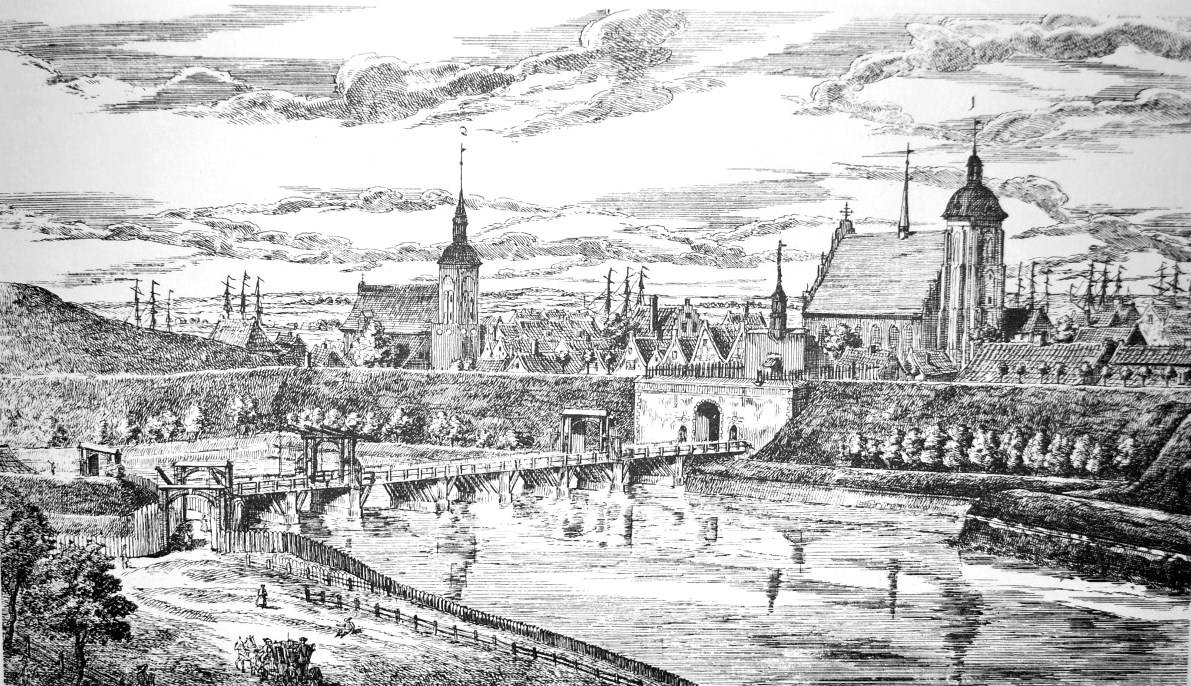
Jakobstor in Danzig

Matthaeus Deisch (* 18. Juli 1724 in Augsburg; † 28. Januar 1789 in Danzig, Polnisch-Preußen) war ein deutscher Kupferstecher in Danzig.

## Leben
Matthaeus Deisch wuchs in Augsburg auf, einem der bedeutendsten europäischen Zentren des Kupferstichhandwerks. Er lernte dort bei Georg Philipp Rugendas und Georg Kilian.
Von 1744 ist ein erster Aufenthalt in Danzig bekannt, 1749 ließ er sich dort endgültig nieder. 1754 stand Deisch vor dem wirtschaftlichen Bankrott und erhielt einen Schutzbrief (Eisernen Brief) der Stadt. Seit 1759 arbeitete er mit dem Maler Friedrich Anton Lohrmann zusammen. 1763 erhielt Deisch das Bürgerrecht in Danzig als Arbeitsmann. Seit 1762 hatte er eine Anstellung in der Stadt.

## Wirken

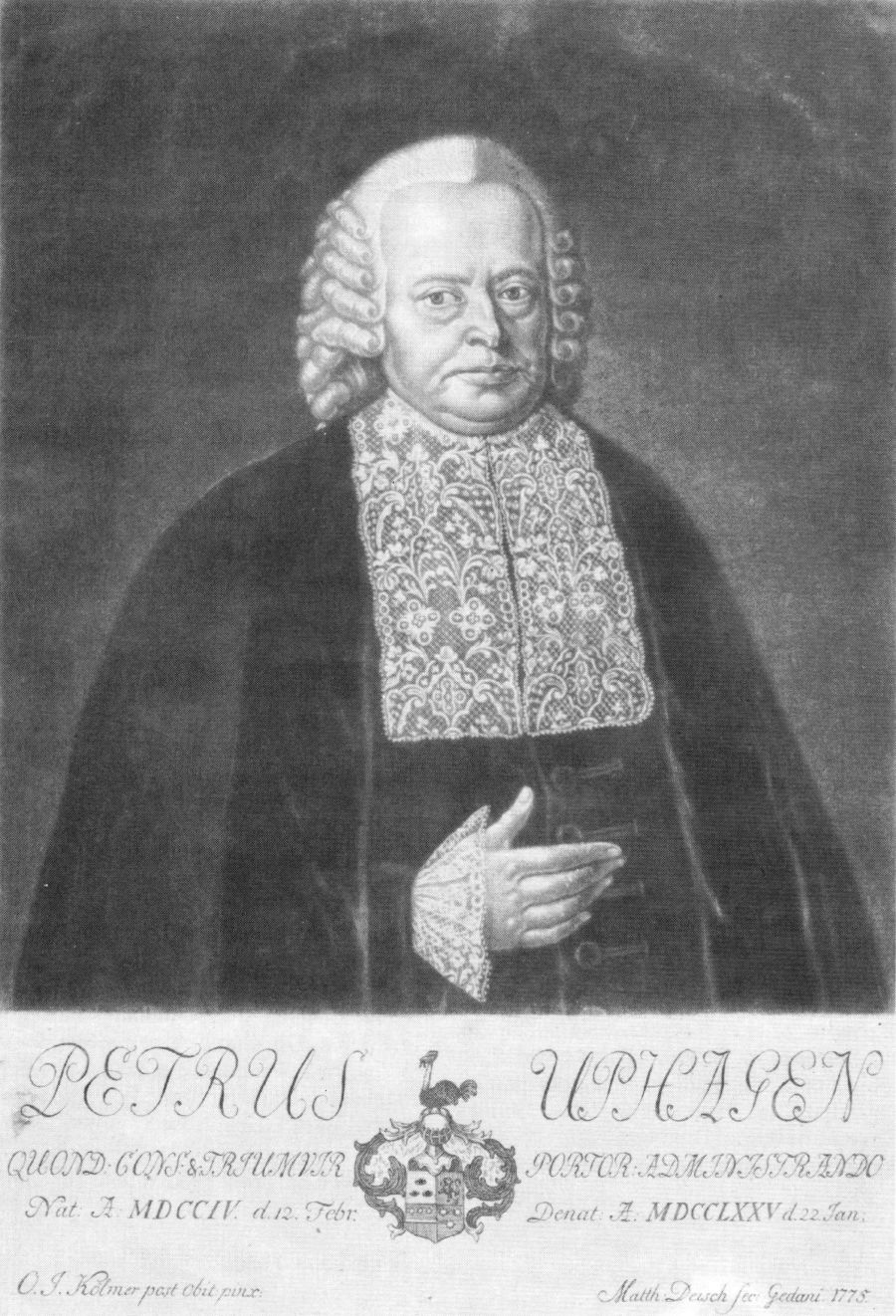
Kaufmann Peter Upgagen

Matthaeus Deisch schuf Kupferstiche, Radierungen und Schabkunstblätter. Besonders wertvoll sind heute seine Ansichten von Danzig und Umgebung. Daneben fertigte er zahlreiche Porträts an. Die künstlerische Qualität wurde von einigen Zeitgenossen kritisch beurteilt (Daniel Chodowiecki nannte ihn einmal einen Pfuscher, unterhielt aber trotzdem Kontakt zu ihm.)
- 50 Prospecte von Danzig: , 1761–65, mit Friedrich Anton Lohrmann
- Danziger Ausrufer, 1762–65, mit Friedrich Anton Lohrmann, 40 Darstellungen von Straßenhändlern und Ausrufern